# 短毛紫荆
短毛紫荆（学名：Cercis chinensis f. pubescens）为豆科紫荆属紫荆下的一个变型，为中国的特有植物。分布在中国大陆的湖北、浙江、安徽、江苏、贵州、云南等地，目前尚未由人工引种栽培。

## 扩展阅读
- 維基物種上的相關：短毛紫荆